# Esteruelas
Esteruelas o Asteruelas es un despoblado medieval en el término de Perdiguera (Monegros).

## Toponimia
Es fácil que sea un caso de sufijo -uela detrás del topónimo original, quizás "Esteras" o "Estela" (a semejanza de topónimos pirenaicos cercanos).. En aragonés medieval quizás se pronunciara Estergüelas o Artergüelas, pero siempre se ha escrito Esteruelas.
La repoblación o colonización que hizo el Monasterio de Rueda en la Ribera Baja del Ebro es responsable que el apellido "Esteruelas" se diseminara hasta pueblos como Castelnou y Jatiel.

## Historia
Fue habitado desde el siglo XII hasta el siglo XV. Perteneció a la Orden del Císter por donación de Alfonso II de Aragón al Monasterio de Salz en 1168, siguiendo la evolución de dicha orden en la región. Hay menciones que indican su población y participación en los eventos del reino de Aragón en 1283 (enviando representantes a la fundación de la Unión de Aragón y 1336 (cuando se firma una concordia con Leciñena). Las leyendas populares asocian su despoblamiento a una epidemia, (la peste negra tuvo diversos brotes en España en el siglo XIV) tras lo que su explotación continuó como monte comunal.
En 1414 y ante las necesidades económicas de la orden un comerciante de origen perdiguerano compró la propiedad y la donó a Perdiguera para dotar de rentas a la iglesia local. Hay dudas sobre si en esa fecha seguía poblado o no. Pese a la constancia documental, existe una variante local del mito de la abuela que narra de forma legendaria su adquisición por Perdiguera, probablemente por confusión con otra donación testamentaria posterior en Leciñena, realizada por Catalina de Ruimonte, llamada vulgarmente Catalina de Riamonte, hermana del compositor Pedro de Ruimonte o Rimonte. 
En obras posteriores como el Diccionario geográfico-estadístico de España y Portugal de Sebastián Miñano y el Diccionario geográfico-estadístico-histórico de España y sus posesiones de Ultramar de Pascual Madoz aparece junto al apartado de Perdiguera y es descrito como un coto de la localidad.

## Lugares de interés
- Ermita de Santa Engracia, último resto del poblado.
- Monasterio de la Santa Cruz

De dichas iglesias dato una talla de Cristo.